# Ellert Hreinsson
Ellert Hreinsson (ur. 13 maja 1986) – islandzki piłkarz występujący na pozycji napastnika.
W lidze islandzkiej rozegrał 127 spotkań i zdobył 28 bramek.